# Propyria criton
Propyria criton är en fjärilsart som beskrevs av Druce. Propyria criton ingår i släktet Propyria och familjen björnspinnare. Inga underarter finns listade i Catalogue of Life.